# Panicum smithii
Panicum smithii là một loài thực vật có hoa trong họ Hòa thảo. Loài này được M.M.Rahman mô tả khoa học đầu tiên năm 1989.